# Мицкевич, Михаил Константинович
Михаил (Михась) Константинович Мицкевич (31 января 1926 года, Минск — 27 мая 2020 года, Минск) — белорусский учёный в области обработки металлов. Лауреат Государственной премии БССР (1980). Доктор технических наук (1985). Мастер спорта СССР по стендовой стрельбе (1956). Младший сын Якуба Коласа.

## Биография
Родился 31 января 1926 года в Минске. Михась Константинович Мицкевич — младший из трех сыновей Якуба Коласа.
К началу немецкой оккупации во время Второй мировой войны окончил восемь классов средней школы № 49 города Минска (I—VII классы учился в минской школе № 14), в 1943 году — десятилетку в Ташкенте с аттестатом отличника.
Поступил в Воронежский авиационный институт на машиностроительный факультет (институт размещался в Ташкенте во время эвакуации); в том же году перевелся в Московский авиационный институт на аналогичный факультет.
В 1947 году переехал в Минск. В 1949 году окончил Белорусский политехнический институт (ныне — БНТУ) по специальности «технология машиностроения».
С 1949 года работал в Физико-техническом институте Национальной академии наук Республики Беларусь, где занимал должности младшего научного сотрудника (1949—1961), главного инженера лаборатории (1961—1968), заведующего лабораторией (1969—1993). С 1993 г. — главный научный сотрудник.
Подготовил более 150 научных работ, автор свыше 20 изобретений.
Умер 27 мая 2020 года.

## Награды
За разработки в области технологии и оборудования для электроэрозионной обработки металлов удостоен Государственной премии БССР (1980).

## Семья
Жена Михаила Константиновича — Наталья Ивановна Федорова (1924—2012), дочь белорусского писателя Янки Мавра, сын Константин Михайлович МицкевичСтарший преподаватель кафедры Белорусский и Русский языки ФМС

## Спорт
Имеет звание «мастер спорта СССР», принимал участие и был призером первой спартакиады народов СССР (1956) в соревнованиях по стендовой стрельбе. Представлял общество «Спартак».